# فرودگاه پالمیرا
 فرودگاه پالمیرا (به انگلیسی: Palmyra Airport) (به زبان بومی: مطار تدمر) یک فرودگاه همگانی و نظامی با کد یاتا PMS است که یک باند فرود آسفالت دارد و طول باند آن ۲۸۸۰ متر است. این فرودگاه در شهر پالمیرا کشور سوریه قرار دارد و در ارتفاع ۴۰۳ متری از سطح دریا واقع شده است.